# Giovanni Battista Viotti

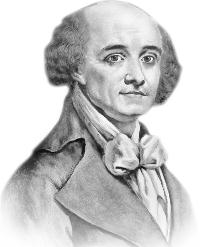
Giovanni Battista Viotti.

Giovanni Battista Viotti, född 23 maj 1753 nära Fontanetto Po, död 3 mars 1824 i London, var en italiensk kompositör och violinist.

## Biografi
Viotti väckte redan som åttaåring mäktiga personers uppmärksamhet genom sitt självlärda violinspel. Prins Alfonso dal Posso della Cistema gav honom möjlighet att studera för Gaetano Pugnani, med vilken han sedan (1780) gjorde konsertresor i Tyskland och Ryssland, till London och Paris. I Paris anställdes han av Marie-Antoinette. Överallt väckte han ofantligt uppseende, i synnerhet på de concert spirituel han gav i Paris 1782-83. Plötsligt upphörde han att spela offentligen och antog en privat kapellmästarsyssla vid en orkester som beskyddades av prinsarna Conti och Soubise. 
Sedan han lett Théâtre de Monsieur 1788 och italienska operan 1789-91, flyttade han till London, som han dock snart måste lämna såsom misstänkt för att vara agent i franska revolutionens tjänst. Han vistades då några år nära Hamburg, men återkom 1794 till London, där han sedan vistades i 25 år och med tiden slog sig på vinhandel. Ett tag var han direktör vid King's Theatre. I Paris uppträdde han dock igen 1802 med oförminskad framgång, och 1819 återkom han dit såsom direktör för Paris Opéra, men pensionerades redan 1822. 
I sitt spel utmärktes Viotti av nobelt patos, sjungande ton och outtömligt fantasirikt uttryck. Han var en bland de förste som tillämpade sonatformen på violinkonserter och anlitade orkesterns alla resurser som ackompanjemang. Hans kompositioner utgör en oumbärlig ingrediens i en violinists uppfostran, och av hans 29 konserter brukar framför allt den 22:a i a moll spelas, varjämte hans violinduetter anses stå tillbaka endast för Spohrs. 
Hans förnämsta elever var Pierre Rode och Pierre Baillot; genom dem blev han upphovsman till franska violinistskolan. Han ägde flera Stradivarius, varför några exemplar bär hans namn. 1835 författade han ett musikteorietiskt arbete, Méthode théorique et pratique de violon.

## Verk
29 violinkonserter:
- 1, C-Dur, 1782
- 2, E-Dur, 1782
- 3, A-Dur, 1781; med ny andra sats 1782
- 4, D-Dur, 1782
- 5, C-Dur, 1782
- 6, E-Dur, 1782
- 7, B-Dur, c:a 1783-86
- 8, D-Dur, c:a 1783-86
- 9, A-Dur, c:a 1783-86
- 10, B-Dur, c:a 1783-86
- 11, A-Dur, 1787
- 12, B-Dur, 1787-88
- 13, A-Dur, 1788
- 14, a-moll, c:a 1788-89
- 15, B-Dur, c:a 1788-89
- 16, e-moll, c:a 1789-90 (Mozart skrev trumpet- och pukstämmorna till första och tredje satsen, KV470a)
- 17, d-moll, c:a 1790-91
- 18, e-moll, c:a 1790-93
- 19, g-moll, 1791. Reviderad av Viotti 1818
- 20, D-Dur, c:a 1792-95
- 21, E-Dur, c:a 1792-97
- 22, a-moll, c:a 1803
- 23, G-Dur, c:a 1793-94
- 24, h-moll, c:a 1793-97
- 25, A-Dur, c:a 1795-96
- 26, B-Dur, c:a 1793-97
- 27, C-Dur, c:a 1794-96
- 28, a-moll, c:a 1803-12
- 29, e-moll, c:a 1801-17
- 3 konserter för två violiner
- 21 stråkkvartetter
- 21 stråktrios
- 51 violinduetter
- 18 violinsonater